# 歌舞伎役者 片岡仁左衛門
『歌舞伎役者 片岡仁左衛門』（かぶきやくしゃ　かたおかにざえもん）は、歌舞伎俳優十三代目片岡仁左衛門（1903－1994）の1987年から1994年までの舞台・芸談・稽古場や日常を撮影した長編記録映画。全六部作・上映時間は10時間46分。製作は自由工房、監督は羽田澄子。「若鮎の巻」「人と芸の巻 上」「人と芸の巻 中」「人と芸の巻 下」「孫右衛門の巻」は1992年に、「登仙の巻」は1995年に公開された。

## 構成
第一部「若鮎の巻」（102分）
1987年（昭和62年）、上方の若手歌舞伎俳優の集い「若鮎の会」が自主公演において『鬼一法眼三略巻』『傾城反魂香』
を上演するにあたって、舞台を監修した仁左衛門の演技指導の記録。
第二部「人と芸の巻 上」（94分）
仁左衛門の舞台『伊賀越道中双六』「沼津」の平作、『紙子仕立両面鑑』「大文字屋」の助右衛門、『寿曽我対面』の工藤祐経の熱演を記録する。『寿曽我対面』は1987年（昭和62年）12月南座での舞台で、この時仁左衛門は京都南座顔見世連続35年出演記録を樹立し、表彰された。
第三部「人と芸の巻 中」（101分）
1988年（昭和63年）2月、歌舞伎座百年記念公演『菅原伝授手習鑑』「筆法伝授」「道明寺」において仁左衛門は一世一代の菅丞相を勤めた。菅丞相の悲しみを深く表現した仁左衛門の名演は「神品」と絶賛された。
第四部「人と芸の巻 下」（105分）
「芸談をきく会」における仁左衛門の貴重な芸談や、長男五代目片岡我當・二男二代目片岡秀太郎・三男初代片岡孝夫（後の十五代目片岡仁左衛門）・五女片岡静香・妻片岡喜代子のインタビューを伝える。
第五部「孫右衛門の巻」（86分）
1989年（平成元年）歌舞伎座での『恋飛脚大和往来』「封印切」「新口村」の稽古と舞台の様子を伝える。仁左衛門は孫右衛門役。忠兵衛は孝夫、梅川は四代目中村雀右衛門、八右衛門は我當が勤めた。
第六部「登仙の巻」（158分）
1991年（平成3年）新装開場した南座で仁左衛門は『楼門五三桐』で石川五右衛門を初役で勤めた。1992年（平成4年）『江戸絵両国八景』（南座公演）の相模屋政五郎役や同年10月『元禄忠臣蔵』の新井勘解由役といった真山青果作品での重厚な演技を伝えている。「芸談をきく会」で仁左衛門は『元禄忠臣蔵』の舞台で徳川綱豊を演じた四代目中村梅玉の演技を讃えている。1993年11月南座公演の『鬼一法眼三略巻』の鬼一役・そして最後の舞台となった同年12月『八陣守護城』の佐藤正清役の演技を伝える。仁左衛門にとって最初の舞台は南座で、最後の舞台も南座であった。
1994（平成6）年3月26日、老衰のため死去。享年90。

## 出演

### 第一部「若鮎の巻」
- 十三代目片岡仁左衛門・五代目片岡我當

### 第二部「人と芸の巻 上」
- 十三代目片岡仁左衛門・五代目片岡我當・二代目片岡秀太郎・初代片岡孝夫・二代目中村扇雀・五代目中村富十郎・八代目中村福助・六代目中村東蔵・中村智太郎・中村浩太郎・二代目助高屋小伝次・四代目中村雀右衛門・三代目實川延若

### 第三部「人と芸の巻 中」
- 十三代目片岡仁左衛門・十七代目市村羽左衛門・二代目片岡秀太郎・八代目中村福助・二代目中村吉右衛門・七代目中村芝翫・七代目尾上梅幸

### 第四部「人と芸の巻　下」
- 十三代目片岡仁左衛門・片岡喜代子・五代目片岡我當・二代目片岡秀太郎・初代片岡孝夫・片岡静香・初代片岡進之介・五代目坂東竹三郎・五代目中村松江・十七代目市村家橘・五代目中村富十郎・十三代目片岡我童

### 第五部「孫右衛門の巻」
- 十三代目片岡仁左衛門・初代片岡孝夫・五代目片岡我當・二代目市村吉五郎・十三代目片岡我童・四代目中村雀右衛門

### 第六部「登仙の巻」
- 十三代目片岡仁左衛門・五代目片岡我當・二代目片岡秀太郎・初代片岡孝夫・初代片岡進之介・初代片岡孝太郎・六代目片岡愛之助・七代目中村芝翫・三代目中村鴈治郎・五代目中村富十郎・二代目中村吉右衛門・十二代目市川團十郎・八代目中村福助・五代目中村松江・四代目中村玉太郎・六代目片岡十蔵・二代目坂東吉弥・五代目中村時蔵・五代目中村勘九郎・二代目中村又五郎・十七代目市村羽左衛門・七代目尾上梅幸・片岡喜代子